# Kohoutov
Kohoutov település Csehországban, Trutnovi járásban. Kohoutov Vlčkovice v Podkrkonoší, Hajnice, Choustníkovo Hradiště, Kocbeře, Brzice és Chvalkovice településekkel határos. Lakosainak száma 281 fő (2024. január 1.).

## Népesség
A település lakosságának változását az alábbi diagram mutatja:
| Lakosok száma | 1458 | 1349 | 1019 | 412  | 283  | 210  | 264  | 270  | 268  | 281  |
|               | 1869 | 1890 | 1921 | 1950 | 1980 | 2001 | 2017 | 2019 | 2022 | 2024 |